# Colonia Catriel Airport
Colonia Catriel Airport är en flygplats i Argentina.   Den ligger i provinsen La Pampa, i den centrala delen av landet, 900 km väster om huvudstaden Buenos Aires. Colonia Catriel Airport ligger 313 meter över havet.
Terrängen runt Colonia Catriel Airport är platt. Närmaste större samhälle är Catriel, 4,9 km nordost om Colonia Catriel Airport.
Omgivningarna runt Colonia Catriel Airport är i huvudsak ett öppet busklandskap. Trakten runt Colonia Catriel Airport är nära nog obefolkad, med mindre än två invånare per kvadratkilometer.